# Sinnai
Sinnai is een gemeente in de Italiaanse provincie Cagliari (regio Sardinië) en telt 15.968 inwoners (31-12-2004). De oppervlakte bedraagt 223,4 km², de bevolkingsdichtheid is 71 inwoners per km².
De volgende frazioni maken deel uit van de gemeente: Tasonis, Solanas, Torre delle Stelle, San Gregorio.

## Demografie
Sinnai telt ongeveer 5312 huishoudens. Het aantal inwoners steeg in de periode 1991-2001 met 16,4% volgens cijfers uit de tienjaarlijkse volkstellingen van ISTAT.
| Jaar | Inwoneraantal |
| ---- | ------------- |
| 1991 | 13.086        |
| 2001 | 15.235        |

## Geografie
De gemeente ligt op ongeveer 133 m boven zeeniveau.
Sinnai grenst aan de volgende gemeenten: Burcei, Castiadas, Dolianova, Maracalagonis, Quartucciu, San Vito, Settimo San Pietro, Soleminis, Villasalto, Villasimius.